# Neophrissoma
Neophrissoma is een kevergeslacht uit de familie van de boktorren (Cerambycidae). De wetenschappelijke naam van het geslacht werd voor het eerst geldig gepubliceerd in 1938 door Breuning.

## Soorten
Neophrissoma omvat de volgende soorten:
- Neophrissoma rotundipennis Breuning, 1938
- Neophrissoma umbrinum (White, 1858)